# 李蕙 (大胃王)
李蕙（1964年—2019年9月9日），女，华裔美国人，為2009年世界排名第十一大胃王。在許多吃食物大賽中闖出名號。自稱全球第一號參加吃食物大賽的老媽。

## 生平
李蕙出生在中國北方寒冷的海邊，於南京大學獲地質學學位，後來在南京大學教化學。1992年自江蘇南京移民至美國，現居美國馬里蘭州德國鎮（Germantown），經營美髮店。

## 轶事
她的身材嬌小，身高5英尺（約152.4公分）出頭，體重只有105磅（約47公斤），穿美國女性0號牛仔褲。因為尺寸的關係，常買美國百貨公司裡少女服飾。由於求學時為抓緊時間到圖書館讀書，養成一天只吃一頓的習慣。個性有些害羞，但喜歡競爭。

## 吃食物大賽
她自2006年8月12日因好奇第一次參加吃披薩競賽，在10分鐘內吞下11片披薩餅，奪得業餘組冠軍，家人大為驚訝。自2006年12月起改參加職業組的吃食物競賽。丈夫是她職業吃食物競賽的經理人。每年約參加12次競賽，大約可贏得5000美元，扣除旅費外仍有剩餘。

### 國際國慶日吃熱狗大賽
李蕙是極少數能參加美國紐約的「納森吃熱狗大賽」（Nathan's Hot Dog Eating Contest）的女子之一。在2007年第一次參加紐約國慶日吃熱狗大賽中，12分鐘內吃掉26根熱狗，名列第十。2008年，以10分鐘吃掉42根熱狗的成績成為成績最佳女選手。2009年成績為34根熱狗，獲得第9名，她賽後表示只是量力而為，順利完成自己制定的個人目標。相較之下，日本籍的大胃王小林尊在2009年以64½根熱狗獲得亞軍。2010年李蕙以27根熱狗獲得第9名。2010年李蕙以29.5个热狗的成绩列女子組第二名。

### 職業大食比賽成績節錄
- 2009年9月26日  Lewisville老鎮世界吃墨西哥角黍錦標賽  48個墨西哥角黍 冠軍 德州 Lewisville
- 2009年9月6日 Five Points牛肉片加奶酪三明治比賽 — 43吋長的牛肉片加奶酪三明治 冠軍 紐約市布魯克林區
- 2009年7月4日 2009年「國際國慶日吃熱狗大賽」34個熱狗 第9名 紐約市康尼島
- 2009年5月25日 彼得蛤吧吃蛤世界大賽 23打小圆蛤（Cherrystone clams，或譯車厘蜆）冠軍 世界記錄紐約州島公園市（Island Park）

## 家庭
丈夫Joey Callow，有兩個女兒。